# Saint-Symphorien-de-Marmagne
 Saint-Symphorien-de-Marmagne  es una población y comuna francesa, en la región de Borgoña, departamento de Saona y Loira, en el distrito de Autun y cantón de Montcenis.

## Demografía
| 872 | 777 | 732 | 875 | 774 | 808 |
| Para los censos de 1962 a 1999 la población legal corresponde a la población sin duplicidades (Fuente: INSEE [Consultar]) |     |     |     |     |     |